# Stubacher Sonnblick
Stubacher Sonnblick är ett berg i Österrike. Det ligger i distriktet Lienz och förbundslandet Tyrolen, i den centrala delen av landet. Toppen på Stubacher Sonnblick är 3 088 meter över havet.
Stubacher Sonnblick är den högsta toppen i närområdet. Närmaste större samhälle är Matrei in Osttirol, 15,2 km söder om Stubacher Sonnblick. 
Trakten runt Stubacher Sonnblick består i huvudsak av kala bergstoppar och isformationer.